# Beziehungsanarchie
Beziehungsanarchie (oft abgekürzt BA oder RA nach englisch relationship anarchy bzw. schwedisch relationsanarki) beschreibt die Praxis, zwischenmenschliche Beziehungen auf der Basis individueller Wünsche anstatt feststehender Normen und Regeln zu führen.
In Abgrenzung zur Polyamorie lehnen Beziehungsanarchisten eine formelle Unterscheidung zwischen verschiedenen Typen von Beziehungen (Liebesbeziehungen und andere) ab. Sie betrachten jede Beziehung als individuell, im Gegensatz zu verbreiteten Kategorisierungen nach gesellschaftlichen Normen wie „nur Freunde“, „in einer Beziehung“, „in einer offenen Beziehung“ etc.

## Entstehung und Verbreitung
Der Begriff Beziehungsanarchie wurde von der schwedischen Journalistin Andie Nordgren geprägt und in mehreren Artikeln von ihr beschrieben. Insbesondere die Broschüre schwedisch Relationsanarki i åtta punkter, die von Nordgren zusammen mit Interacting Arts herausgegeben wurde, verbreitete sich in kurzer Zeit über das Internet, und noch bevor Nordgren selbst eine englischsprachige Version veröffentlichte, wurde sie mehrfach von verschiedenen Personen in andere Sprachen übersetzt.
Die Grundideen, die der Beziehungsanarchie zu Grunde liegen, sind zeitgleich mit der Veröffentlichung von Nordgrens Text innerhalb der anarchistischen Literatur zu finden. Beziehungsanarchie ist außerdem Thema mehrerer wissenschaftlicher Arbeiten, wie z. B. der schwedischen Bachelorarbeiten von Jacob Strandell und Ida Midnattssol.
Die Open-University-Dozenten und Buchautoren Meg-John Barker erwähnen Beziehungsanarchie in einer Präsentation zum Thema Beziehungsformen aus dem Jahr 2013.
In Workshops auf dem OpenCon 2010 wurde über Beziehungsanarchie diskutiert.
Auf der IASSCS-Konferenz Sex and the market place – what’s love got to do with it? im August 2013 fand eine Comic-Ausstellung der schwedischen Künstlerin Maria Ellinor Persson statt, in der Beziehungsanarchie thematisiert wurde.
In verschiedenen Medien, die sich mit dem Thema Polyamorie beschäftigen, wird immer wieder über Beziehungsanarchie berichtet und diskutiert – vor allem über die Frage, ob Beziehungsanarchisten als Untergruppierung innerhalb der Polyamoristen betrachten werden sollten, oder als eigenständige Bewegung/Subkultur, die sich von der Polyamorie abgrenzt.

## Werte und Prinzipien
Beziehungsanarchisten (RAs) ziehen es vor, zwischenmenschliche Beziehungen nicht danach zu unterscheiden, welche als Partnerschaft gelten und welche nicht, sondern haben stattdessen eine flexible Herangehensweise, innerhalb welcher zwischen zwei oder mehr Menschen alles erlaubt ist, dem alle Beteiligten zustimmen.
Wichtige Werte sind für Beziehungsanarchisten vor allem Ehrlichkeit und Respekt. Die Denkweise der Beziehungsanarchie ist aus dem Ansatz abgeleitet, dass man Liebesbeziehungen auf dieselbe Art zu betrachten versucht, wie es üblicherweise in Freundschaften der Fall ist:
- Freundschaften sind nicht exklusiv, und Freunde freuen sich darüber, wenn man auch mit anderen Freunden etwas Schönes erlebt.
- Man geht mit jedem Freund anders um, nicht nach einem vorgegebenen Standard.
- Man muss nicht alles gemeinsam machen und Kompromisse eingehen, sondern teilt nur das miteinander, wo beide Interessen übereinstimmen. Freunde verbiegen sich nicht um der Beziehung willen.
- Freundschaften können sich in ihrer Ausprägung fließend verändern, es gibt keine binäre „entweder zusammen oder getrennt“-Logik.
- Man muss den Status einer Freundschaft nicht ständig durch ritualisierte Gesten oder Aufopferung bestätigen,[15] sondern kann davon ausgehen, dass die Freundschaft in Ordnung ist, solange es den Beteiligten dabei gut geht.
- Aus der Freundschaft werden keine Verpflichtungen oder Ansprüche abgeleitet; alles, was man tut, ist freiwillig.

Beziehungsanarchie wird außerdem als politisches Ausdrucksmittel verstanden – eine Politisierung des Privaten. Man zeigt damit, dass man keine Herrschaft anerkennt und sich von der gesellschaftlichen Normativität kritisch distanzieren möchte, indem man dieses Prinzip auch auf sein eigenes Beziehungsleben anwendet. Das klassische Modell einer Liebesbeziehung wird dabei dem Kapitalismus zugerechnet, da typische Begriffe wie „ich gehöre dir“, „mein Freund“, „meine Frau“ etc. ein Besitzverhältnis zwischen den Partnern anzeigen.

## Ähnliche Begriffe
Gleichbedeutend mit Beziehungsanarchie wird teils auch der Terminus „herrschaftsfrei lieben“ verwendet. Die Norm, von der man sich damit distanzieren möchte, ist die romantische Zweierbeziehung, abgekürzt RZB.
Beziehungsanarchie ist eng verwandt mit Polyamorie, und viele Beziehungsanarchisten haben mehrere sexuelle, liebevolle oder intime Beziehungen. Ein deutlicher Unterschied zwischen Polyamorie und Beziehungsanarchie ist die kategorische Unterscheidung zwischen Liebesbeziehungen und Freundschaften, die oft (aber nicht immer) von Polyamoristen gemacht wird. Im Allgemeinen erkennen Beziehungsanarchisten keine solche Kategorisierung an, genauso wenig wie eine Konvention darüber, wie man Beziehungen aufbaut und führt, oder Liebe zum Ausdruck bringt. Viele Beziehungsanarchisten betrachten sich selbst aber dennoch als einen Teil der Polyamorie-Bewegung, da sich die beiden Konzepte sehr oft überschneiden.
Fälschlicherweise wird Beziehungsanarchie oft gleichgesetzt mit einer speziellen Vorstellung vom Konzept der „Freien Liebe“, welche von Hippies zur Zeit der sexuellen Revolution verbreitet wurde. Die „Freie Liebe“ betont jedoch mehr die Möglichkeit, schnell wechselnde Sexualpartner ohne emotionale Bindungen zu haben, während Beziehungsanarchie auch die Möglichkeit beinhaltet, langanhaltende Beziehungen zu führen, und auch Beziehungen, die nicht auf Sexualität basieren, auf die gleiche Ebene stellt beziehungsweise eben jene Kategorisierung in Ebenen ablehnt.